# Březina (hradiště)
Březina je raně středověké a snad i pravěké hradiště u stejnojmenné obce v okrese Rokycany. Nachází se v západní části Křivoklátské vrchoviny na vrchu Hradiště. Jeho areál je chráněn jako kulturní památka ČR.

## Historie
Nalezené keramické zlomky umožnily datovat dobu osídlení hradiště do devátého a části desátého století. Menší množství střepů pochází z vrcholného středověku a pravěké osídlení v době halštatské dokládá jediný nález. Kromě keramiky byly v roce 1988 Jaroslavem Baštou nalezeny také zlomky železných předmětů a velké množství strusky.
První archeologický výzkum na hradišti provedl v letech 1832–1834 hrabě Kašpar Šternberk, kterému patřil březinský zámek. Částečně s ním spolupracovali Václav Krolmus a Matyáš Kalina z Jäthensteinu.

## Stavební podoba
Z původně dvoudílného hradiště se dochovaly kamenné valy vysoké pět až šest metrů, které obklopují plochu o rozloze 1,44 hektaru. Na západní straně se nacházelo předhradí, jehož valy téměř zanikly, ale jsou zakresleny na plánech z devatenáctého století. V severovýchodní části hradiště býval údajně výrazný kámen ohrazený půl metru vysokým okrouhlým valem, u kterého hledal Matyáš Kalina hrob bájné kněžny Kazi.

## Přístup
Na hradiště vede odbočka z červeně značené turistické trasy z Březiny do Volduch.